# Château d'Haroué
Localement appelé « château de Craon », le château d'Haroué ne doit pas être confondu avec le château de Craon (Mayenne).
Le château des Beauvau-Craon, dit château d'Haroué, est un château du XVIIIe siècle situé dans une petite vallée au centre de la commune d'Haroué, dans le Saintois, au sud de Nancy (département de Meurthe-et-Moselle).
Il a été construit entre 1720 et 1729 par Germain Boffrand, pour Marc de Beauvau-Craon, connétable de Lorraine puis vice-roi de Toscane.

## Architecture
De manière surprenante, l'architecte a dû intégrer dans ses plans les quatre tours et les douves d'un château médiéval plus ancien et qui fut la propriété du marquis François de Bassompierre né en 1579.
La décoration a été en grande partie confiée à d'éminents artistes lorrains : Jean Lamour (1698-1771) pour les grilles, les balcons, et la rampe d'escalier, Pillement (1698-1771) pour le décor peint d'une des tours, Barthélemy Guibal (1699-1757), sculpteur des fontaines de la place Stanislas à Nancy pour la statuaire.
Le parc à la française a été dessiné par l'architecte-décorateur Emilio Terry et les paysagistes Achille et Henri Duchêne.
Il est aujourd'hui possédé et habité par les descendants du prince Marc de Beauvau-Craon.

## Mobilier
Une partie du mobilier d'époque Restauration et de qualité exceptionnelle et des tableaux, proviennent de la gratification dont bénéficia en 1820 Zoé Talon, comtesse du Cayla, maîtresse du roi Louis XVIII au château de Saint-Ouen et passa à la famille Beauvau-Craon par le mariage en 1825 de la fille de Zoé Talon, Ugoline, avec un prince de Beauvau-Craon.
Sont classés monuments historiques à titre objet :
- par décret du 2 juin 2016[5] :
- par décret du 13 février 2018[6] :
  - le mobilier de la salle à manger, attribué à Pierre-Antoine Bellangé (1821-1822) ;
  - le mobilier de la salle de billard ;
  - le mobilier du salon, hêtre doré en plein, garniture d'origine en soie verte brochée blanc, attribué à Pierre-Antoine Bellangé ;
  - le mobilier de la chambre à coucher ;
  - le mobilier de la salle de bains ;
  - un lustre en forme de corbeille à 36 lumières, bronze doré, cristaux taillés, attribué à Pierre-Philippe Thomire, 1821-1822 ;
  - un lustre à 24 branches à bougies (un quinquet à cinq becs, réflecteur), bronze doré, cuivre, fer blanc, attribué à Pierre-Philippe Thomire ou Lucien François Feuchère.

## Protection
Plusieurs éléments du château ont été classés monuments historiques par un arrêté du 27 juin 1983. Le château, son parc et la vallée du Madon, sur les communes d'Affracourt, Bralleville, Haroué, Les Mesnils-sur-Madon (Vaudigny), constituent également un site classé depuis un décret du 3 juillet 1990,. Le 23 mars 2021, les propriétaires du château et le Centre des monuments nationaux (CMN) ont signé une convention de partenariat pour l'ouverture au public du parcours de visite, le développement de l'offre culturelle et pédagogique et la mise en valeur du Château de Haroué.

## Galerie de photos

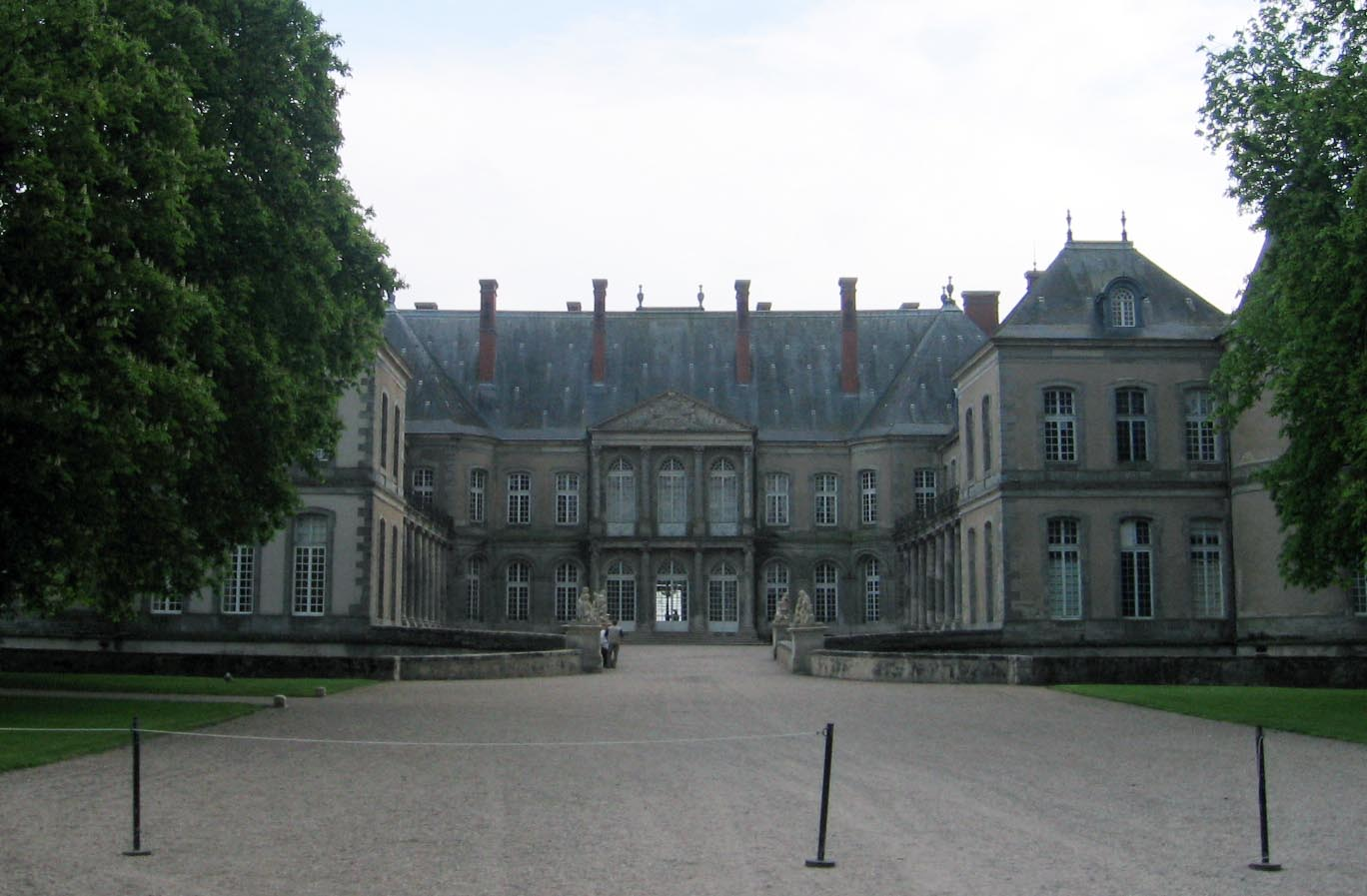
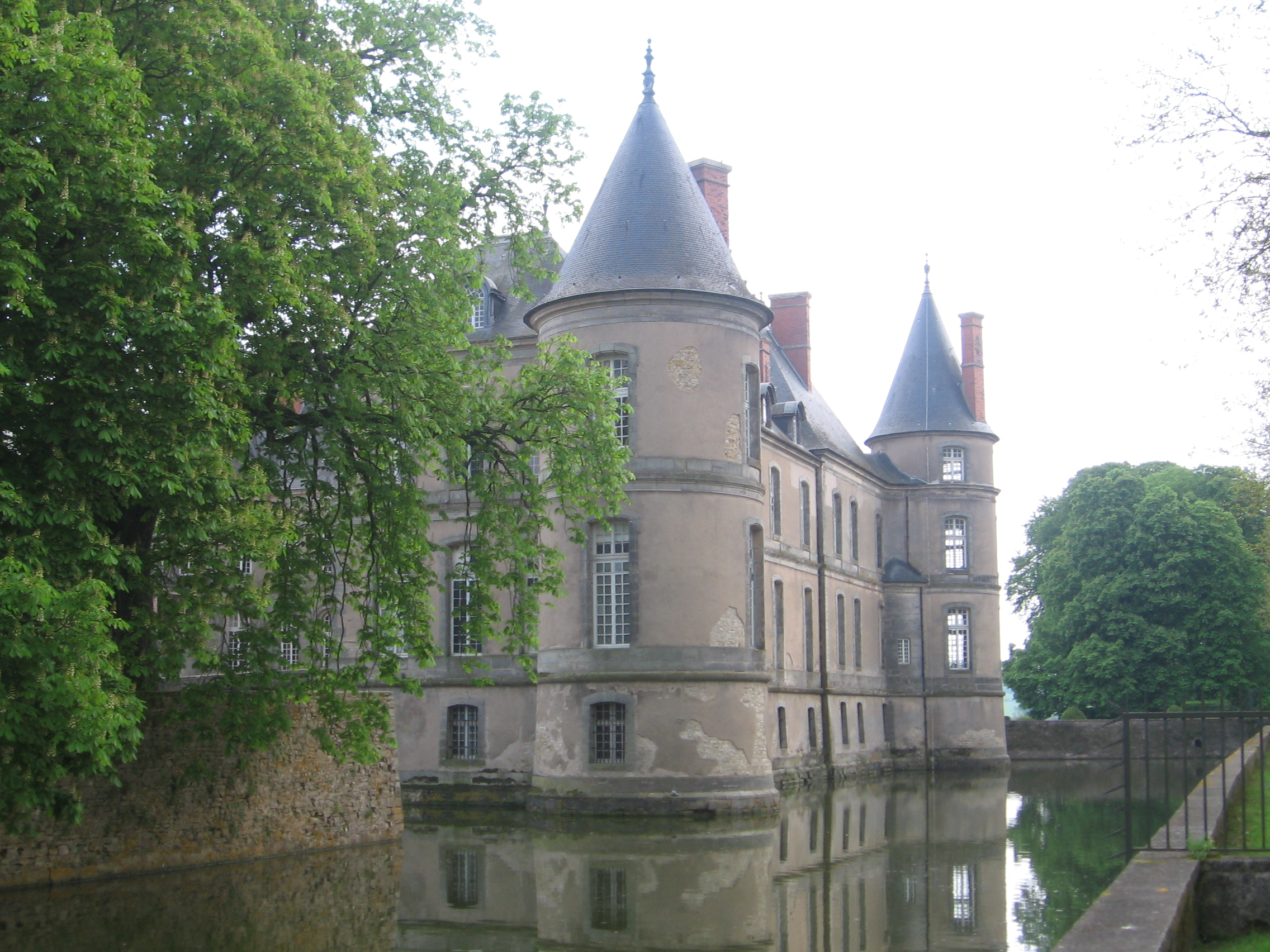